# Bobara (planina)
Bobara (negdje i Ravna Bobara) je planina u Bosni i Hercegovini.
Nalazi se u zapadnoj Bosni, zapadno od grada Drvara. Najviši vrh Bobare je Velika Metla na 1267 metara nadmorske visine.
Na planini Bobari vođene su borbe tijekom drugog svjetskog rata.